# Christoph Stüssi

Christoph Stüssi (1988)

Christoph Werner Stüssi (* 25. Januar 1938) ist ein Schweizer Politiker der SVP aus dem Kanton Glarus. 

## Biografie
Stüssi amtierte als Gemeindepräsident von Bilten und als Landrat. Er wurde 1986 als wilder Kandidat in den Regierungsrat gewählt und amtierte als Finanzdirektor. Von 1994 bis 1998 war er der Landammann. An der Landsgemeinde 2002 trat er zurück. Danach wurde er Verwaltungsratspräsident des Autobetriebs Sernftal.
Der gelernte Maschinenzeichner war Betriebsleiter der Dämmstofffabrik Wanner Bilten AG und danach – auch während der Amtszeit als hauptamtlicher Regierungsrat – Mitinhaber der Isoliertürenfabrik Klarer & Zwicky in Bilten. Danach betreute er in der von seinem Sohn Christoph Stüssi jun. geleiteten Firma das Rechnungswesen.
In der am 29. Oktober 2008 gegründeten Sektion Glarus Mitte der SVP amtiert er als Rechnungsrevisor.